# Zombie filosófico
Un zombi filosófico es un concepto y experimento mental ideado por David Chalmers para poner a prueba las explicaciones materialistas de la consciencia. Se trata de un argumento a favor del monismo de doble aspecto, también conocido como dualismo de propiedades. El zombi filosófico es capaz de comportarse como un humano, pero carece de un punto de vista subjetivo o qualia. Más aún, es físicamente idéntico a un humano. Por ejemplo, un zombi filosófico, al pincharse un dedo reaccionaría con los mismos fenómenos biológicos, terminaría por hacer un gesto de dolor y quejarse del mismo, pero en realidad no estaría sintiendo dolor. Asimismo, un zombi filosófico puede reportar, ver colores y nombrarlos correctamente en una prueba visual, pero de su desempeño como mecanismo nunca se desprende una sensación de color.
En humanos y animales no humanos, muchísimas facultades mentales son transparentes o no-conscientes. Grandes porciones del cerebro son dedicadas a tareas como calcular la posición de las extremidades, analizar la estructura gramatical de una oración, memorizar estímulos repetitivos a los cuales no se les presta atención o encontrar los contornos entre los objetos; sin embargo, no tienen una fenomenología asociada: el sujeto no se da cuenta de estas actividades. La idea del zombi filosófico extiende ese hecho para toda la conducta observable y los vierte sobre un ser hipotético. El argumento es que si los zombis filosóficos son posibles, entonces la consciencia no puede ser explicada en términos solo materialistas, y, por lo tanto, el materialismo estricto es falso. La intención de Chalmers no es defender la existencia de un alma sobrenatural, sino añadir la capacidad de sentir a las propiedades físicas básicas.